# Rieke Werner
Rieke Werner (* 5. Januar 1987 in Kamen), auch unter dem Pseudonym StrawbellyCake bekannt, ist eine deutsche Synchronsprecherin, Sängerin sowie Hörspiel- und Hörbuchsprecherin.

## Werdegang
Rieke Werner hatte im Jahre 2007 ihre ersten Engagements als Synchronsprecherin. Sie ist in diversen Anime-Serien, Zeichentrickserien, Realserien, Hörspielen, Computer- und Videospielen sowie in Werbespots für Radio und Fernsehen zu hören.
Neben ihrer beruflichen Tätigkeit als Sprecherin für Synchron, Hörspiel, Games und Werbung betreibt Rieke Werner seit 2010 den YouTube-Channel „StrawbellyCake“, auf dem sie überwiegend als Sängerin tätig ist und häufig deutschsprachige Covers von verschiedenen Soundtracks hochlädt. Ihr Channel hat mittlerweile über 100.000 Abonnenten. Auf YouTube aktiv ist Rieke Werner seit 2007, sie betreibt noch weitere YouTube-Channels.
Seit August 2022 ist Werner Teil des YouTube-Projektes „Dice Actors“ zusammen mit Tim Schwarzmaier, Patrick Baehr, Christian Zeiger und Patrick Keller.

## Sprecherin

### Synchronrollen (Auswahl)
Filme
- 2008: Bleach: Fade to Black für Hisayo Mochizuki als Yachiru Kusajishi
- 2009: Lucky Luke für Chloé Jouannet als Eleonore (junge Belle)
- 2009: Darker than Black: Unter voll erblühten Kirschbäumen für Misato Fukuen als Yin
- 2009: Summer Wars für Rikito Ōta als Yūhei Jinnouchi
- 2014: Oliver, Stoned! für Brea Grant als Megan
- 2015: Persona 3: The Movie – #1: Spring of Birth für Megumi Toyoguchi als Yukari Takeba
- 2015: Girls und Panzer: Der Film für Hisako Kanemoto als Katyusha
- 2018: Persona 3: The Movie – #2: Midsummer Knight’s Dream für Megumi Toyoguchi als Yukari Takeba
- 2018: Persona 3: The Movie – #3: Falling Down für Megumi Toyoguchi als Yukari Takeba
- 2018: Persona 3: The Movie – #4: Winter of Rebirth für Megumi Toyoguchi als Yukari Takeba
- 2018: My Hero Academia: Two Heroes für Eri Kitamura als Mina Ashido
- 2019: My Hero Academia: Heroes Rising für Eri Kitamura als Mina Ashido
- 2020: Barbie: Prinzessinnen-Abenteuer für Cassidy Naber als Chelsea Roberts
- 2020: Beauty Water für Moon Nam-sook als Ye-ji / Seol-hye
- 2021: Barbie & Chelsea: Dschungel-Abenteuer für Cassidy Naber als Chelsea Roberts
- 2021: Barbie: Bühne frei für große Träume für Cassidy Naber als Chelsea Roberts
- 2022: Barbie: Ein sagenhafter Roadtrip für Cassidy Naber als Chelsea Roberts
- 2022: Barbie: Meerjungfrauen-Power für Natalie Lashkari als Chelsea Roberts
- 2022: Mia and Me – Das Geheimnis von Centopia für Margot Nuccetelli als Mia
- 2023: Arielle, die Meerjungfrau für Halle Bailey als Arielle
- 2023: Barbie: Skipper und das große Babysitting-Abenteuer für Natalie Lashkari als Chelsea Roberts
- 2023: Winnie the Pooh: Blood and Honey für Paula Coiz als Mary
- 2024: Barbie und Stacie: Eine Schwester für alle Fälle für Natalie Lashkari als Chelsea Roberts
- 2024: Winnie the Pooh: Blood and Honey 2 für Tallulah Evans als Lexy

Serien
- 2006: Witchblade für Nana Mizuki als Maria
- 2007: Fullmetal Alchemist für Makoto Tsumura als Selim Bradley
- 2008: Voltron für B. J. Ward als Prinzessin Allura (2. Synchro)
- 2010: Dance in the Vampire Bund für Aoi Yūki als Mina Tepes
- 2010: Highschool of the Dead für Marina Inoue als Rei Miyamoto
- 2011: Blue Exorcist für Kana Hanazawa als Shiemi Moriyama
- 2011: Deadman Wonderland für Kana Hanazawa als Shiro
- 2012: La storia della Arcana Famiglia für Amisa Sakuragi als Isabella
- 2012–2014: Magi: The Labyrinth of Magic für Rumi Ōkubo als Pisti
- 2013: Blood Lad für Yūka Nanri als Liz T. Blood
- 2013: Coppelion für Satomi Akesaka als Taeko Nomura
- 2013–2023: The Devil is a Part-Timer für Azumi Asakura als Emeralda Etuva
- 2013: Free!: Iwatobi Swim Club für Satomi Satou und Miyuki Kobori als Chigusa Hanamura und Ran Tachibana
- 2013: Stella Women’s Academy für Kana Ueda als Aoi Seto
- 2014: Akame Ga Kill! – Schwerter der Assassinen für Yukari Tamura als Mine
- 2014: Space Dandy für Chiaki Naitou als Honey
- 2014–2015: Fullmetal Alchemist: Brotherhood für Yūko Sanpei als Selim Bradley
- 2014–2015: Nisekoi für Kana Hanazawa als Kosaki Onodera
- 2014–2015: Fate/stay night: Unlimited Blade Works für Noriko Shitaya als Sakura Matou
- 2014: Sekai Seifuku: World Conquest Zvezda Plot für Mao Ichimichi als Renge Komadori / White Robin
- 2014–2015: Shigatsu wa Kimi no Uso – Sekunden in Moll für Risa Taneda als Kaori Miyazono
- 2014: Sword Art Online II für Asami Tano als Nori
- 2014–2018: Yo-Kai Watch für Risa Ai, Aya Endou, Miho Hino, Yuuko Sasamoto und Chie Sato als Cadince, Katie Forester, Pupsi, Schnattalie und Petzmeralda
- 2015–2016: Assassination Classroom für Aya Suzaki als Kaede Kayano
- 2015: Charlotte für Shizuka Ishigami und Kotori Koiwai als Rezeptionistin und Konishi
- 2015–2020: Food Wars! Shokugeki no Soma für Saori Oonishi als Hisako Arato
- 2015: Wish Upon the Pleiades für Saki Fujita als Nanako / Pleiadianer
- 2016: Mirette ermittelt für unbekannt als Mirette
- 2016: Tales of Symphonia: Sylvarant Arc für Nana Mizuki als Colette Brunel
- 2016: Bakemonogatari für Yuka Iguchi als Tsukihi Araragi
- 2016: Charley für Nadine Girard als Jenny
- seit 2017: Mia and me – Abenteuer in Centopia für Margot Nuccetelli als Mia
- 2017–2021: Haikyuu für Asami Seto als Yui Michimiya
- 2017–2021: Fairy Tail für Megumi Nakajima als Lyra
- 2018: My Hero Academia für Eri Kitamura als Mina Ashido
- 2018: Rosario + Vampire für Misato Fukuen als Kurumu Kurono
- 2018: Rosario + Vampire Capu2 für Misato Fukuen als Kurumu Kurono
- 2018: Seishun Buta Yarō wa Bunny Girl Senpai no Yume o Minai für Nao Touyama als Tomoe Koga
- 2018–2019, 2022: Ninjago für Britt McKillip als Harumi
- 2018–2020: Barbie: Traumvilla-Abenteuer für Cassidy Naber als Chelsea Roberts
- 2018–2020: Butterbean’s Café für Margaret Ying Drake als Butterbean
- 2018–2020: Chilling Adventures of Sabrina für Kiernan Shipka als Sabrina Spellman
- seit 2019: Beastars für Atsumi Tanezaki als Juno
- seit 2019: Demon Slayer für Shiori Izawa als Kanata Ubuyashiki
- 2019–2020/2022: Kaguya-sama: Love is War für Konomi Kohara als Chika Fujiwara
- 2020, 2023–2024: Sweet Home für Min-si Go als Lee Eun-yoo
- 2020/2022: Peter Grill and the Philosopher’s Time für Ayana Taketatsu als Mimi Alpacas
- 2021: JoJo’s Bizarre Adventure für Sachiko Kojima als Suzi Q
- 2021–2023: Immer für dich da für Roan Curtis als junge Kate
- seit 2022: Komi can’t communicate für Aoi Koga als Shouko Komi
- 2022: Barbie im Doppelpack für Cassidy Naber und Anna McGill als Chelsea Roberts
- 2022: She-Hulk: Die Anwältin für Patty Guggenheim als Madisynn (Patty Guggenheim)
- 2023: Tiny Toons Looniversity für Ashleigh Crystal Hairston als Babs Bunny
- 2023–2024: Barbie: Ein verborgener Zauber für Natalie Lashkari als Chelsea Roberts
- 2024: Cosmo & Wanda – Ein neuer Wunsch für Ashleigh Crystal Hairston als Hazel Wells

Videospiele
- 2007: Doxan
- 2007: Avencast: Rise of The Mage
- 2008: Bratz
- 2009: Red Faction: Guerrilla
- 2010: The Witcher 2: Assassins of Kings als Anezka
- 2010: Fantastische Haustiere (Xbox 360) als Natalie
- 2011: Marvel Super Hero Squad: Comic Combat als Squirrel Girl
- 2012: Wimmelburg (iPhone, iPad) als Dornröschen
- 2012: OrigamiGore als Chi-Chi
- 2012: Borderlands 2 als Gaige, The Mechromancer
- 2013: Rabbit Storybook interaktive Geschichtsbuchapp für Kinder
- 2015: Orcs Must Die! Unchained als Zoey
- 2015: The Witcher 3: Wild Hunt als Gretka, Anabelle, Die kleine Sarah
- 2016: Yo-Kai Watch als Katie Forester
- 2017: Final Fantasy XIV: Stormblood als M’naago
- 2019: Harry Potter: Wizards Unite als Constance Pickering
- 2021: Lost Ark
- 2023: Mario + Rabbids: Sparks of Hope als Allegra
- 2023: Marvel’s Spider-Man 2 als Mary Jane „MJ“ Watson
- 2024: Final Fantasy XIV: Dawntrail als Sphene
- 2024: The Casting of Frank Stone als Christine Gordon
- 2024: Sonic X Shadow Generations als Maria Robotnik
- 2024: Life is Strange: Double Exposure als Amanda Thomas
- 2024: PRIM als Prim
- 2025: Assassin’s Creed Shadows als On-Yuri

### Hörspiele
- 2009: Aerophore – Die neue Galaxie als Carmen Merriweather
- 2009: Das dunkle Meer der Sterne DAEDALUS als Veritas
- 2011: Auf in die Sonasswelt „Das Gute-Laune-Bäumchen“ als Felly
- 2013: Point Whitmark – 37 – „Das Moor der Vergangenen“ als Viola
- 2013: Point Whitmark – 38 – „Der glühende Mönch“ als Summer Dawn
- 2016: Holy Klassiker – 12 – „Eine Weihnachtsgeschichte“ als Isabell
- 2016: Holy Klassiker – 17 – „Alice Im Wunderland“ als Alice
- 2017: Blood Red Sandman als Cindy[2]

### Webserien
- 2011: Dick Figures als Pink
- 2012: Post Nuclear Family als Samantha
- 2014: Manga Box – Con Hon als Loli-Chan
- 2016: Moderation UNLOCKED // ufa lab
- 2016: Füttere nicht die Menschen als June
- 2019: #Broadcastmyass als Angel
- 2020: Captain Pineapple als Reporterin
- 2022: Dice Actors als Elaynie[3]

### Sonstiges
- Ruthe.de – Sprechrollen für Ralph Ruthe
- LiterAACy Kommunikationssoftware
- Yvio Gesellschaftsspiel „Elefant, Tiger & Co“, Spielmoderation und TV-Werbung
- Sample für den Song „Dementor Swagger“ von TJ_beastboy
- Skit für den Song „Go Godzilla on ya Frikkn City“ von TJ_beastboy

## Diskographie
- 2009 – Caramell – Caramelltanzen (Single) Remixed Records
- 2010 – StrawbellyCake – Why Didn't I Learn (Single)
- 2012 – StrawbellyCake – Licht und Schatten (Album); Produzent: José Alvarez-Brill

## Hörbücher (Auszug)
- 2022: Karin Pütz: Mia and me – Das Geheimnis von Centopia: Das Hörbuch zum Film, der Audio Verlag, ISBN 978-3-7424-2016-9
- 2023: Arielle – Die Meerjungfrau. Das Original-Hörbuch zum Disney-Film, der Hörverlag (Romanadaption, ISBN 978-3-8445-4848-8)